# Kubrzany
Kubrzany – wieś w Polsce położona w województwie podlaskim, w powiecie łomżyńskim, w gminie Jedwabne.
| SIMC    | Nazwa | Rodzaj    |
| ------- | ----- | --------- |
| 0398238 | Kąty  | część wsi |

Wierni kościoła rzymskokatolickiego należą do parafii św. Jakuba Apostoła w Jedwabnem.

## Historia
W czasach zaborów w granicach Imperium Rosyjskiego. Po powstaniu listopadowym wieś (zapisana jako Kubrany), należącą do Józefa Skrodzkiego, skonfiskowały władze zaborcze. W latach 1921–1939 wieś leżała w województwie białostockim, w powiecie kolneńskim, w gminie Jedwabne.
Według Powszechnego Spisu Ludności z 1921 roku we wsi mieszkały 154 osoby w 29 budynkach. Miejscowość należała do parafii rzymskokatolickiej w Jedwabnem. Podlegała pod Sąd Grodzki w Stawiskach i Okręgowy w Łomży; właściwy urząd pocztowy mieścił się w Jedwabnem.
W wyniku napaści ZSRR na Polskę we wrześniu 1939 miejscowość znalazła się pod okupacją sowiecką. 2 listopada została włączona do Białoruskiej SRR. 4 grudnia 1939 włączona do nowo utworzonego obwodu białostockiego. Od czerwca 1941 roku pod okupacją niemiecką. 22 lipca 1941 r. włączona w skład okręgu białostockiego III Rzeszy.
W latach 1975–1998 miejscowość administracyjnie należała do województwa łomżyńskiego.